# Microbiologia mèdica

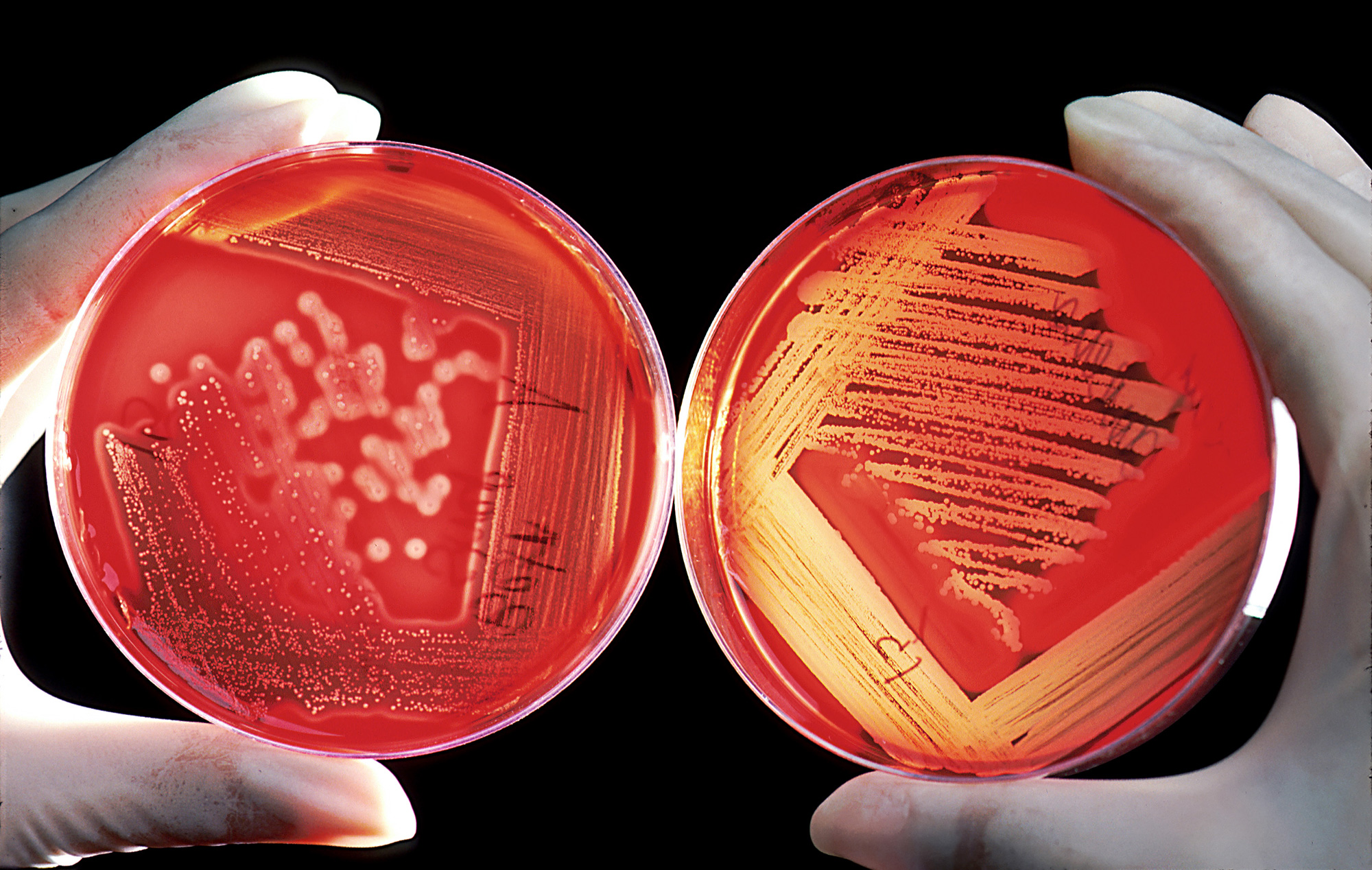
Cultius de microorganismes en una placa d'agar.

La microbiologia i parasitologia, també coneguda com a microbiologia clínica o microbiologia mèdica, és una especialitat de les ciències de la salut dedicada a l'estudi i tractament de les malalties infeccioses que afecten els humans, i per extensió altres éssers vius.
Aquesta especialitat sanitària està implantada en almenys 14 països: Alemanya, Àustria, Dinamarca, Espanya, Finlàndia, Grècia, Països Baixos, Irlanda, Islàndia, Itàlia, Luxemburg, Noruega, Portugal, Regne Unit i Suècia.

## Camp d'acció
El microbiòleg i parasitòleg està especialitzat en els processos patològics originats per microorganismes que afecten la salut humana. El seu objectiu és la detecció, aïllament, identificació, mecanismes de colonització i patogenicitat, mecanismes de disseminació i transmissió, significació clínica i epidemiològica, procediments per al seu control sanitari o terapèutic i resposta biològica de l'ésser humà davant els microorganismes. Aquests inclouen: bacteris, fongs, protozous i virus; microorganismes en general.

## Exercici professional

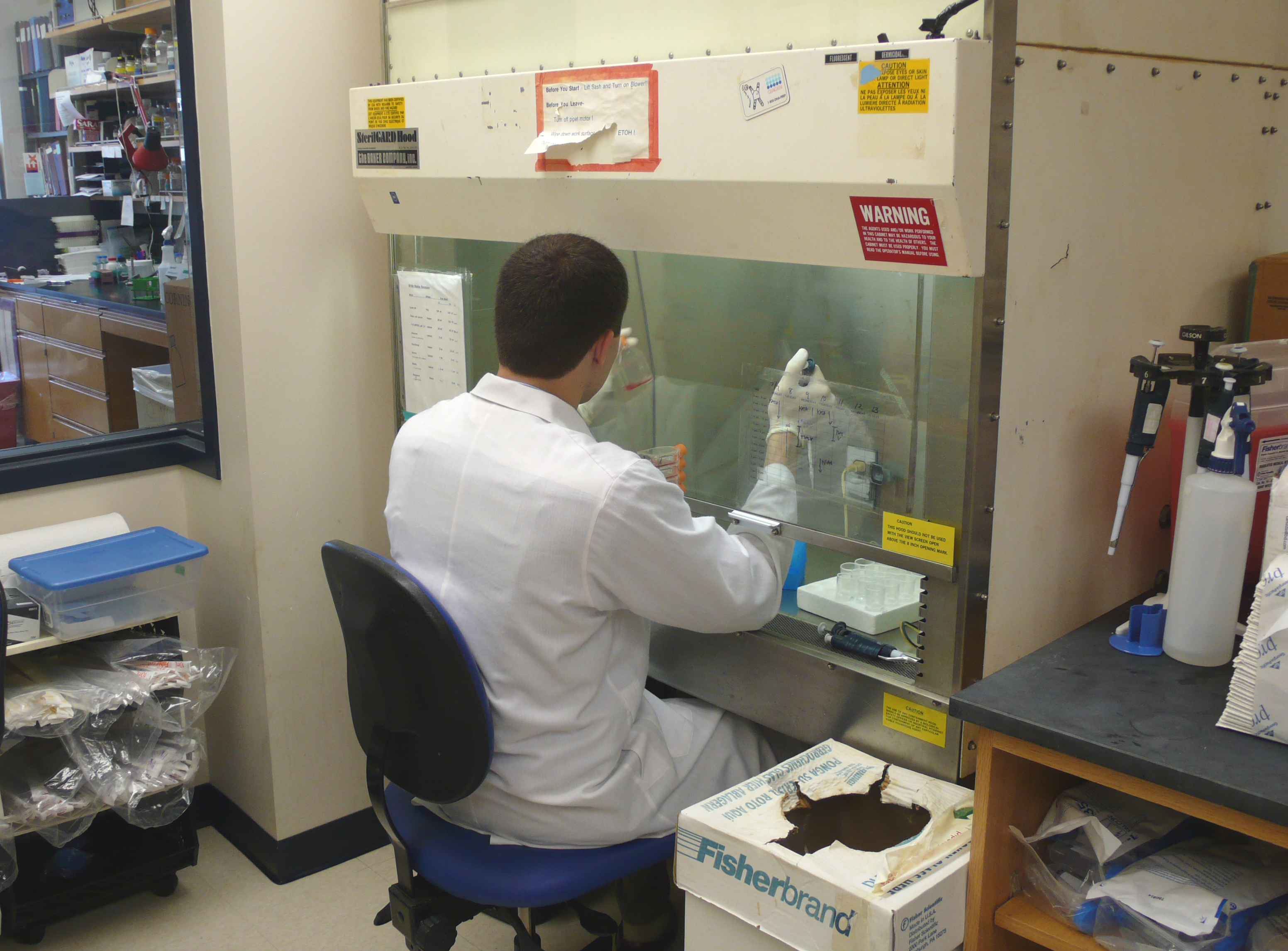
Microbiòleg treballant amb Leishmania en condicions de categoria 2 de biocontenció.

El microbiòleg clínic normalment exerceix en els laboratoris hospitalaris, o de serveis de salut pública, i requereix una tecnologia i mètodes de treball diferents als d'altres laboratoris clínics. No atenen directament als pacients, sinó que donen resposta a les consultes dels metges clínics, mitjançant l'enviament de mostres preses a malalts o portadors d'infeccions. El microbiòleg les estudia i dictamina sobre l'existència o no de malalties infeccioses, identificant el microorganisme aïllat i proposant la forma d'eliminar-lo.